# Psychedelic rock
Psychedelic rock là phong cách nhạc rock đa dạng được truyền cảm hứng và chịu ảnh hưởng từ văn hóa psychedelia và đại diện cho văn hóa psychedelic và tập trung vào các loại thuốc thay đổi nhận thức. Âm nhạc cố gắng tái tạo và nâng cao trải nghiệm thay đổi tâm trí của thuốc, chủ yếu là LSD. Nhiều nhóm nhạc psychedelic khác nhau về phong cách, và hãng quản lý thường được áp dụng giả.
Hình thành từ giữa những năm 1960 từ các nhạc sĩ người Anh và Mỹ, âm thanh của psychedelic rock gợi lên ba tác động cốt lõi của LSD: phi nhân cách hóa, mất cảm giác thời gian, và tạo ra chuyển động; tất cả đều tách rời người dùng khỏi thực tại. Về mặt âm nhạc, các hiệu ứng có thể được thể hiện thông qua các kỹ thuật phòng thu mới lạ, nhạc cụ điện tử hoặc phi phương Tây, cấu trúc rời rạc và các đoạn hòa tấu mở rộng. Một số nhạc sĩ psychedelic rock đầu thập niên 1960 dựa trên folk, jazz và blues, trong khi những người khác chịu ảnh hưởng rõ ràng của nhạc cổ điển Ấn Độ được gọi là "raga rock". Trong những năm 1960, đã tồn tại hai trường phái chính: pop-psychedelia của Anh và acid rock West Coast dữ dội hơn của Mỹ. Mặc dù "acid rock" đôi khi được hiểu thay thế cho "psychedelic rock", nó cũng đề cập cụ thể hơn đến các trải nghiệm nặng nề và cực đoan hơn của thể loại này.
Những năm đỉnh cao của psychedelic rock là từ năm 1966 và 1969, với các sự kiện quan trọng bao gồm "Mùa hè tình yêu" năm 1967 và Lễ hội nhạc rock Woodstock 1969, trở thành một phong trào âm nhạc quốc tế gắn liền với phong trào phản văn hóa (counterculture) rộng rãi trước khi bắt đầu thái độ của công chúng thay đổi và suy giảm, mất một số các cá nhân chủ chốt và phong trào, xu hướng thay đổi, đã khiến các nghệ sĩ còn lại phải tìm hướng đi vào các thể loại âm nhạc mới. Quá trình chuyển đổi từ nhạc blues non trẻ và folk rock sang progressive rock và hard rock, và kết quả là góp phần vào sự phát triển của các thể loại nhánh như heavy metal. Từ cuối những năm 1970, nó đã được hồi sinh dưới nhiều hình thức neo-psychedelia.

## Định nghĩa
Pychedelic rock cố gắng tái tạo các hiệu ứng và tăng cường trải nghiệm thay đổi tâm trí của thuốc gây ảo giác, kết hợp các hiệu ứng âm thanh điện tử mới và hiệu ứng ghi âm, các đoạn solo kéo dài và ngẫu hứng.
Các yếu tố phổ biến bao gồm:
- guitars điện, thường được sử dụng với feedback, wah wah và hiệu ứng fuzzbox;[3]
- elaborate studio effects, such as backwards tapes, panning, phasing, long delay loops, and extreme reverb;[4]
- yếu tố của âm nhạc phương Đông, đặc biệt là âm nhạc Ấn Độ[5]
- nhạc cụ phi phương Tây, thường xuyên được sử dụng trong âm nhạc cổ điển Ấn độ, ví dụ như sitar và tabla;[6]
- a strong keyboard presence, đàn organs điện đặc biệt, harpsichords, or the Mellotron (an early tape-driven 'sampler');[8]
- kéo dài các đoạn hòa tấu, đặc biệt solo guitar, hoặc hợp tấu ngẫu hứng;[7]
- disjunctive song structures, occasional key and time signature changes, modal melodies and drones;[7]
- electronic instruments such as synthesizers and the theremin;[8][9]
- lời bài hát có liên quan trực tiếp hoặc gián tiếp đến các loại thuốc gây ảo giác, như trong "Purple Haze" của Jimi Hendrix hay "White Rabbit" của Jefferson Airplane;[10]
- siêu thực, khó nắm bắt, bí truyền hoặc lấy cảm hứng từ văn học, lời bài hát[11][12]

## Khởi nguồn

### 1960–65: Những người tiên phong và ảnh hưởng

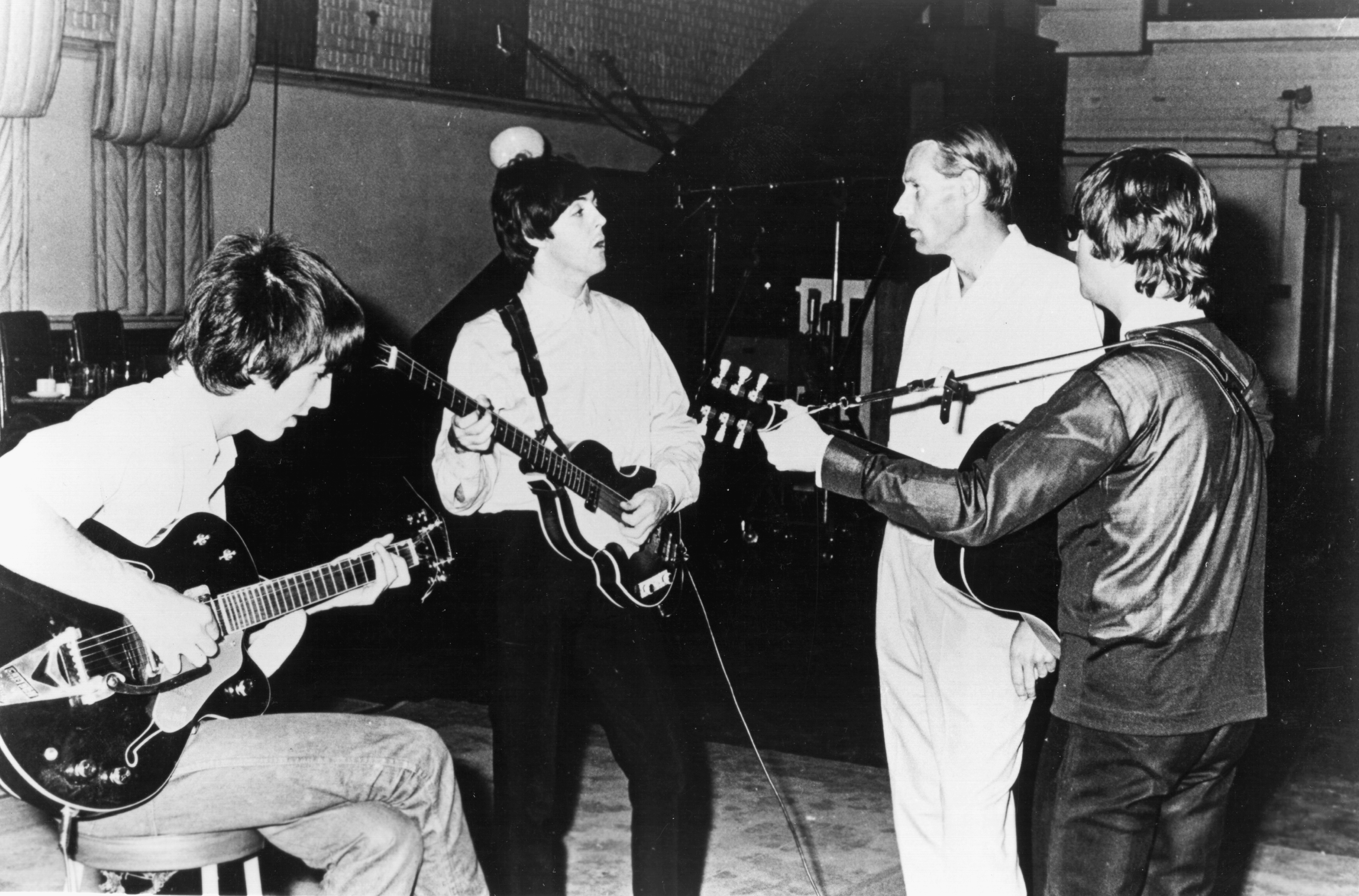
The Beatles làm việc trong studio với nhà sản xuất George Martin của họ, khoảng 1965

Trong âm nhạc đại chúng đầu những năm 1960, thông thường các nhà sản xuất, nhạc sĩ và kỹ sư có thể tự do thử nghiệm hình thức âm nhạc, cách sắp xếp, hồi âm không tự nhiên và các hiệu ứng âm thanh khác. Một số ví dụ nổi tiếng nhất là công thức sản xuất Wall of Sound của Phil Spector và việc sử dụng thiết bị tự chế của Joe Meek cho các hoạt động như the Tornados. Andy Partridge của XTC giải thích âm nhạc của các nhóm ảo giác là phiên bản "trưởng thành (grown-up)" của những bản thu về ký ức tuổi thơ, anh ta  tin rằng nhiều hành động đang cố gắng mô phỏng lại; "Họ sử dụng chính xác các kỹ thuật giống nhau - tăng tốc, giảm tốc, quá nhiều tiếng vang, quá nhiều hồi âm, kỹ thuật chơi ngược.... Không có sự chuyển đổi, đột phá nào được thực hiện. Từ 'Flying Purple People Eater' đến 'I Am the Walrus'. Họ song hành cùng nhau. " Nhà phê bình âm nhạc Richie Unterberger nói rằng những nỗ lực" xác định" bản ghi psychedelic rock đầu tiên vì thế " gần như khó nắm bắt bản ghi âm rock & roll đầu tiên ". Một số "tuyên bố xa vời" bao gồm công cụ "Telstar" (do Meek sản xuất cho the Tornados năm 1962) và "massively reverb-laden" của Dave Clark Five "Any Way You Want It" (1964). Lần đầu tiên đề cập đến LSD trên một bản thu âm rock là "LSD 25" của the Gamblers năm 1960. Một đĩa đơn năm 1962 của The Ventures, "The 2000 Pound Bee", phát ra tiếng vang bị vỡ tiếng, guitar "fuzz tone", và tìm kiếm "khả năng biến dạng nặng, bị biến đổi" và các hiệu ứng khác, như echo và reverb được phát triển bắt đầu nghiêm túc ở London. Đến năm 1964, có thể nghe fuzztone (dụng cụ gây vỡ-méo tiếng trên guitar) trên đĩa đơn của P.J. Proby, và Beatles đã sử dụng feedback trong "I Feel Fine", bản hit số 1 liên tiếp thứ sáu của họ ở Anh.
Bob Dylan có ảnh hưởng rất lớn đến nhạc rock giữa thập niên 1960. Ông đã trực tiếp dẫn dắt, sáng tạo ra folk rock và các nhạc sĩ psychedelic rock tiếp bước, và lời bài hát tạo cảm hứng và ảnh hưởng cho các nhạc sĩ khác vào cuối những năm 1960. Ravi Shankar đã bắt đầu vào năm 1956 với sứ mệnh mang âm nhạc cổ điển Ấn Độ đến phương Tây, truyền cảm hứng cho các nhạc sĩ jazz, cổ điển và folk; và vào giữa những năm 1960, một thế hệ nhạc sĩ nhạc rock trẻ tuổi sẽ tạo ra raga rock một phần của psychedelic rock  và là một trong nhiều motif văn hóa giao nhau của thời đại. Trong khi đó, trong British folk, blues, chất kích thích, nhạc jazz và ảnh hưởng phương đông hòa quyện vào những tác phẩm đầu những năm 1960 của Davy Graham, người đã áp dụng các giai điệu guitar vào India ragas và Celtic reels. Graham "ảnh hưởng sâu sắc" đối với nghệ sĩ folk người Scotland, Bert Jansch và các nghệ sĩ guitar tiên phong khác trong một loạt các phong cách và thể loại vào giữa những năm 1960. Nghệ sĩ saxophone John Coltrane cũng có tác động tương tự, như những âm thanh kỳ lạ trong album My Favorite Things (1960) và A Love Supreme (1964), phần còn lại và sau đó bị ảnh hưởng bởi ragas của Shankar, là chất liệu cơ bản cho người chơi guitar và những người khác muốn ứng biến hoặc "chơi ngẫu hứng".

### 1965: Bối cảnh hình thành các sự kiện psychedelic và nhạc

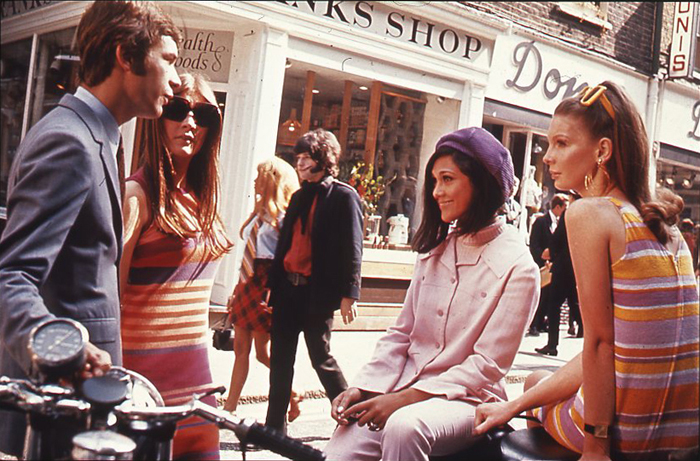
"Swinging London", Carnaby Street, khoảng 1966

Theo nhà báo Barry Miles: "Hippies không chỉ bay nhảy suốt đêm, nhưng năm 1965 là năm đầu tiên bắt đầu một phong trào thanh niên một cách rõ rệt xuất hiện. Nhiều ban nhạc rock quan trọng được thành lập trong năm nay." Ở Bờ Tây, nhà hóa học Augustus Owsley Stanley III và Ken Kesey (cùng với những người theo ông được gọi là "Merry Pranksters") đã giúp hàng ngàn người thực hiện các chuyến đi không kiểm soát tại "Acid Tests" của Kesey và trong các sàn nhảy mới. Ở Anh, Michael Hollingshead đã mở Trung tâm ảo giác thế giới và nhà thơ Allen Ginsberg, Lawrence Faleighhetti và Gregory Corso phát biểu tại Royal Albert Hall. Miles bổ sung: "Các bài phát biểu đóng vai trò là chất xúc tác cho hoạt động ngầm ở Luân Đôn, khi mọi người chợt nhận ra có bao nhiêu người cùng chí hướng xung quanh. Đây cũng là năm mà London bắt đầu rực rỡ sắc màu với sự khai trương của cửa hàng thời trang của Granny Takes a Trip và Hung On You." Và với sự đưa tin của truyền thông, việc sử dụng LSD trở nên phổ biến rộng rãi.
Molly Longman của mic.com viết rằng về mặt ràng buộc mối quan hệ giữa âm nhạc và ảo giác, Beatles và Beach Boys có những tác động quan trọng nhất của thời kỳ. Năm 1965, thủ lĩnh Brian Wilson của Beach Boys bắt đầu khám phá sáng tác bài hát dưới sự ảnh hưởng của thuốc ảo giác, và sau khi được giới thiệu về cần sa vào năm 1964 bởi Bob Dylan, các thành viên của Beatles cũng bắt đầu sử dụng LSD. Thành công đáng kể của hai ban nhạc này cho phép họ tự do thử nghiệm công nghệ mới trên toàn bộ album. Nhà sản xuất George Martin, người ban đầu được biết đến như một chuyên gia về các bộ phim hài và cổ điển, đã đáp ứng các yêu cầu của The Beatles bằng cách cung cấp một loạt các thủ thuật phòng thu đảm bảo ban nhạc đóng vai trò quan trọng trong việc phát triển các hiệu ứng ảo giác, bao gồm cả kỹ thuật drone, cảm hứng từ ma túy trong "Ticket to Ride" (1965).
Theo quan điểm của Unterberger, the Byrds - nổi lên từ nền nhạc folk rock Los Angeles và Yardbirds - từ nhạc blues của Anh, có ảnh hưởng hơn Beatles vì "mang đến tiếng còi báo động  ảo giác". Sử dụng ma túy và những nỗ lực đối với âm nhạc ảo giác đã thúc đẩy âm thanh nhạc folk sang nhạc rock ngay sau khi Byrds "cắm" vào guitar điện để tạo ra một phiên bản của "Mr. Tambourine" - Bob Dylan vào mùa hè năm 1965, trở thành tiêu chuẩn của folk rock. Với Yardbirds, Unterberger xác định lead guitar Jeff Beck đã "đặt bản thiết kế cho guitar psychedelic", và ban nhạc đã định nghĩa "chủ nghĩa chiết trung của psychedelic rock... giai điệu quan trọng đáng ngại của họ, phá vỡ nhạc cụ hiếu động (được gọi là rave-up) và sử dụng các bài thánh ca Gregorian. " Tất cả đều có mặt trên Having a Rave-Up, album chỉ có ở Mỹ của Yardbird mà Beck" được coi như một anh hùng guitar đầy bản lĩnh ", theo quan điểm của tạp chí Guitar Player. "Heart Full of Soul" (tháng 6 năm 1965) là một bản hit được chơi bằng đoạn riff guitar méo mó do Beck tạo ra để mô phỏng drone của đàn sitar, "mang theo năng lượng của một cảnh tượng mới" và báo trước sự xuất hiện của âm thanh phương Đông mới lạ.
Kinks cũng sẽ kết hợp guitar để bắt chước kỹ thuật drone của âm nhạc Ấn Độ trong "See My Friends", một bản hit Top 10 khác chỉ vài tuần sau đó. "Norwegian Wood" của The Beatles từ album Rubber Soul tháng 12 năm 1965 đã đánh dấu bản ghi âm phát hành đầu tiên mà thành viên của một nhóm nhạc rock phương Tây chơi sitar. Bài hát thường được ghi nhận là đã khơi dậy cơn sốt sitar của giữa những năm 1960 - một xu hướng thúc đẩy sự phát triển của raga rock khi những âm thanh Ấn Độ kỳ lạ trở thành một phần bản chất của psychedelic rock. Tác giả nhạc rock George Case nhận ra Rubber Soul là một trong hai album của Beatles "được đánh dấu sự khởi đầu đích thực của kỷ nguyên ảo giác ". Nhà phê bình âm nhạc Robert Christgau cũng viết tương tự rằng" Psychedelia bắt đầu từ đây ", trong khi nhà sử học San Francisco Charles Perry nói rằng album trở thành" nhạc nền của Haight-Ashbury, Berkeley và whole circuit ", nơi các sinh viên pre-hippie nhận ra rằng các bài hát được lấy cảm hứng từ ma túy.
Nhiều nhóm folk tại California đã theo Byrd, mang theo những ảnh hưởng ảo giác của họ, để tạo ra "Âm thanh San Francisco". [14] [nb 8] Bối cảnh âm nhạc San Francisco được phát triển ở thành phố Haight-Ashbury năm 1965 tại các buổi trình diễn dưới tầng hầm do Chet Helms of the Family Dog tổ chức; và khi người sáng lập của Jefferson Airplane - Marty Balin và các nhà đầu tư mở hộp đêm The Matrix vào mùa hè đó và bắt đầu đặt chỗ cho các ban nhạc địa phương khác như Grateful Dead, The Steve Miller Band và Country Joe & the Fish. Người quản lý của Helms và San Francisco Mime Troupe vào mùa thu năm 1965 đã tổ chức các sự kiện / lợi ích cộng đồng đa phương tiện quy mô lớn hơn với Airplane, the Digger và nhà thơ Allen Ginsberg. Đến đầu năm 1966, Graham đã cẩn thận đặt phòng tại The Fillmore và Helms tại Avalon Ballroom, nơi các chương trình ánh sáng theo chủ đề ảo giác tái hiện hiệu ứng hình ảnh của trải nghiệm ảo giác. Graham sẽ trở thành một nhân vật chính trong sự phát triển của psychedelic rock, thu hút hầu hết các ban nhạc psychedelic rock lớn trong thời gian đó tới The Fillmore.
Theo Kevin T. McEneaney, Grateful Dead "phát minh ra" acid rock trước đám đông ở San Jose, California vào ngày 4/12/1965, ngày thử nghiệm Acid thứ hai do tiểu thuyết gia Ken Kesey và The Merry Pranksters tổ chức. Màn trình diễn của họ liên quan đến việc sử dụng ánh sáng nhấp nháy để tái tạo "phân đoạn siêu thực" của LSD hoặc "cách ly sống động những khoảnh khắc phiêu diêu khỏi thực tại". Các thí nghiệm Acid Test sau đó đã khởi động toàn bộ nền văn hóa ảo giác.